# Rhaphidorrhynchium callidum
Rhaphidorrhynchium callidum är en bladmossart som beskrevs av Brotherus 1925. Rhaphidorrhynchium callidum ingår i släktet Rhaphidorrhynchium och familjen Sematophyllaceae. Inga underarter finns listade i Catalogue of Life.